# Béla Bugár

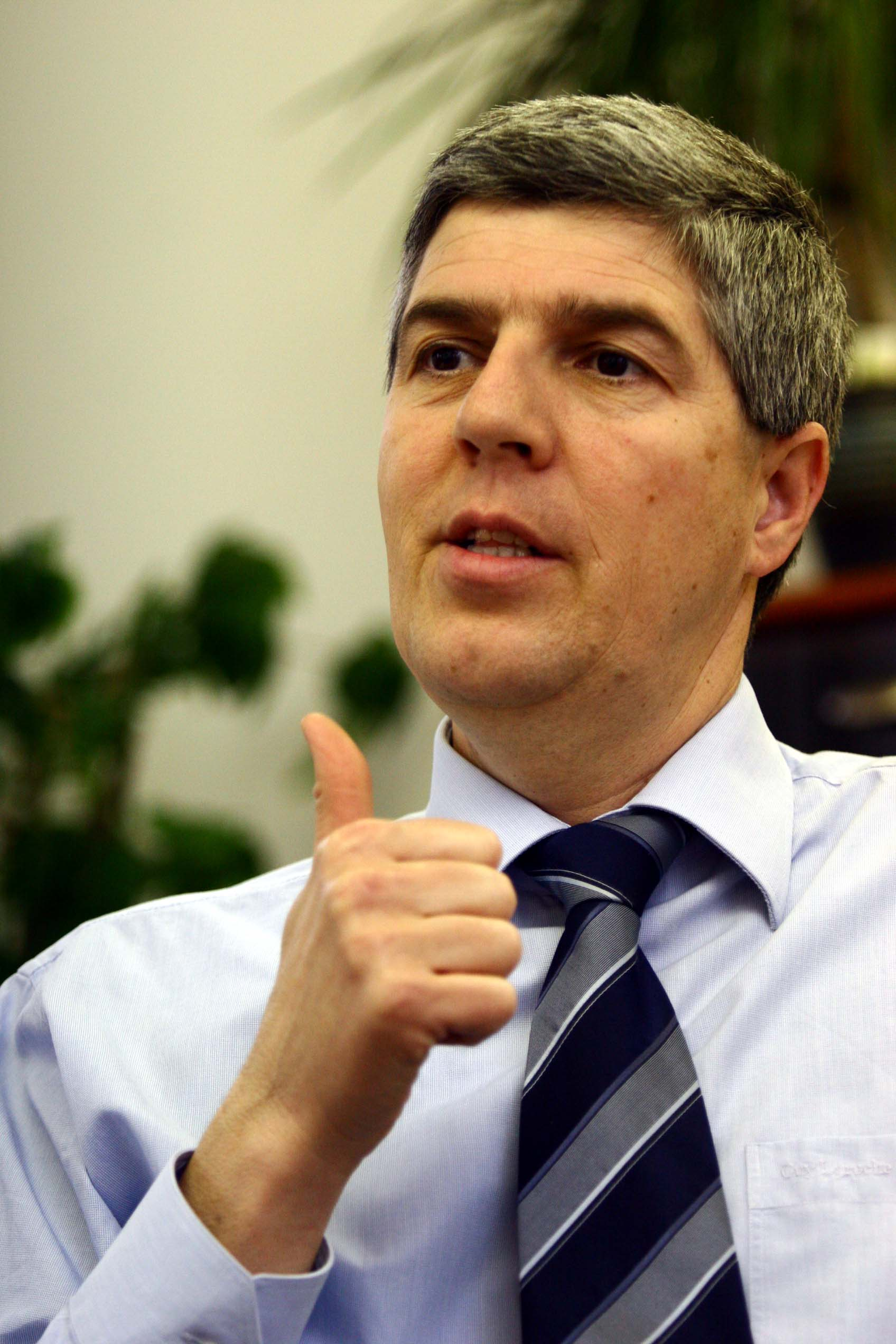
Béla Bugár (2010)

Béla Bugár (* 7. Juli 1958 in Bratislava) ist ein slowakischer Politiker ungarischer Volkszugehörigkeit. Er war Vorsitzender der Partei der ungarischen Koalition von ihrer Gründung 1998 bis 2007, mit Pál Csáky als Nachfolger. Von 1992 bis 2020 war er Mitglied des Nationalrates der Slowakischen Republik. Er wurde 2002 zum Vizepräsidenten des slowakischen Parlaments gewählt und behielt das Amt bis zur Wahl 2006.
Er war Vorsitzender der Partei Most–Híd (Brücke).